# The Dynasty: Roc La Familia
The Dynasty: Roc La Familia é o quinto álbum de estúdio lançado pelo rapper norte-americano Jay-Z. Seu primeiro single, "I Just Wanna Love U (Give It 2 Me)", produzido por The Neptunes, foi um dos singles de Jay-Z mais bem sucedidos, atingindo um pico de número 11 na Billboard Hot 100. Na Billboard 200, o álbum estreou em #1 com 557.000 cópias vendidas na primeira semana e mais de 2.3 milhões de cópias vendidas até à data. O álbum acabou se tornando o 22º mais vendido da Top R&B/Hip-Hop Albums da década de 2000-2010 de acordo com a Billboard.

## Lista de faixas
| #  | Título                                                            | Produtor(s)   | Samples | Duração |
| -- | ----------------------------------------------------------------- | ------------- | --- | ------- |
| 1  | "Intro"                                                           | Just Blaze    | - "She Said She Loves Me" by Kleeer                                                                                                  | 3:11    |
| 2  | "Change the Game" (feat. Beanie Sigel & Memphis Bleek)            | Rick Rock     | | 3:08    |
| 3  | "I Just Wanna Love U (Give It 2 Me)"                              | The Neptunes  | - "The World is Filled..." by Notorious B.I.G - "I Wish" by Carl Thomas - "Give it to Me Baby" by Rick James and the Stone City Band | 3:48    |
| 4  | "Streets Is Talking" (feat. Beanie Sigel)                         | Just Blaze    | - Miller's Crossing | 4:45    |
| 5  | "This Can't Be Life" (feat. Beanie Sigel & Scarface)              | Kanye West    | - "I Miss You" by Harold Melvin - "Xxplosive" by Dr. Dre                                                                             | 4:48    |
| 6  | "Get Your Mind Right Mami" (feat. Memphis Bleek & Snoop Dogg)     | Rick Rock     | | 4:22    |
| 7  | "Stick 2 the Script" (feat. Beanie Sigel,DJ Clue)                 | Just Blaze    | - "Under Pressure" by Nick Ingman | 4:09    |
| 8  | "You, Me, Him and Her" (feat. Beanie Sigel, Memphis Bleek & Amil) | Bink!         | - "What's Your Name" by The Moments                                                                                                  | 3:45    |
| 9  | "Guilty Until Proven Innocent" (feat. R. Kelly)                   | Rockwilder    | | 4:56    |
| 10 | "Parking Lot Pimpin'" (feat. Beanie Sigel, Memphis Bleek)         | Rick Rock     | | 4:15    |
| 11 | "Holla" (feat. Memphis Bleek)                                     | Memphis Bleek | | 3:33    |
| 12 | "1-900-Hustler" (feat. Beanie Sigel, Memphis Bleek & Freeway)     | Bink          | - "Ain't Gonna Happen" by Ten Wheel Drive with Genya Ravan                                                                           | 3:51    |
| 13 | "The R.O.C." (feat. Beanie Sigel & Memphis Bleek)                 | Just Blaze    | | 4:07    |
| 14 | "Soon You'll Understand"                                          | Just Blaze    | - "Love Theme" by Al Kooper | 4:35    |
| 15 | "Squeeze 1st"                                                     | Rick Rock     | | 3:50    |
| 16 | "Where Have You Been" (feat. Beanie Sigel)                        | T.T.          | - "Agua De Dos Rios" by Camilo Sesto                                                                                                 | 5:36    |

## Desempenho nas paradas
| Parada (2000)          | Posição |
| ---------------------- | ------- |
| Billboard 200          | 1       |
| Top R&B/Hip Hop Albums | 1       |
| Top Canadian Albums    | 5       |